# Fórmula 5000

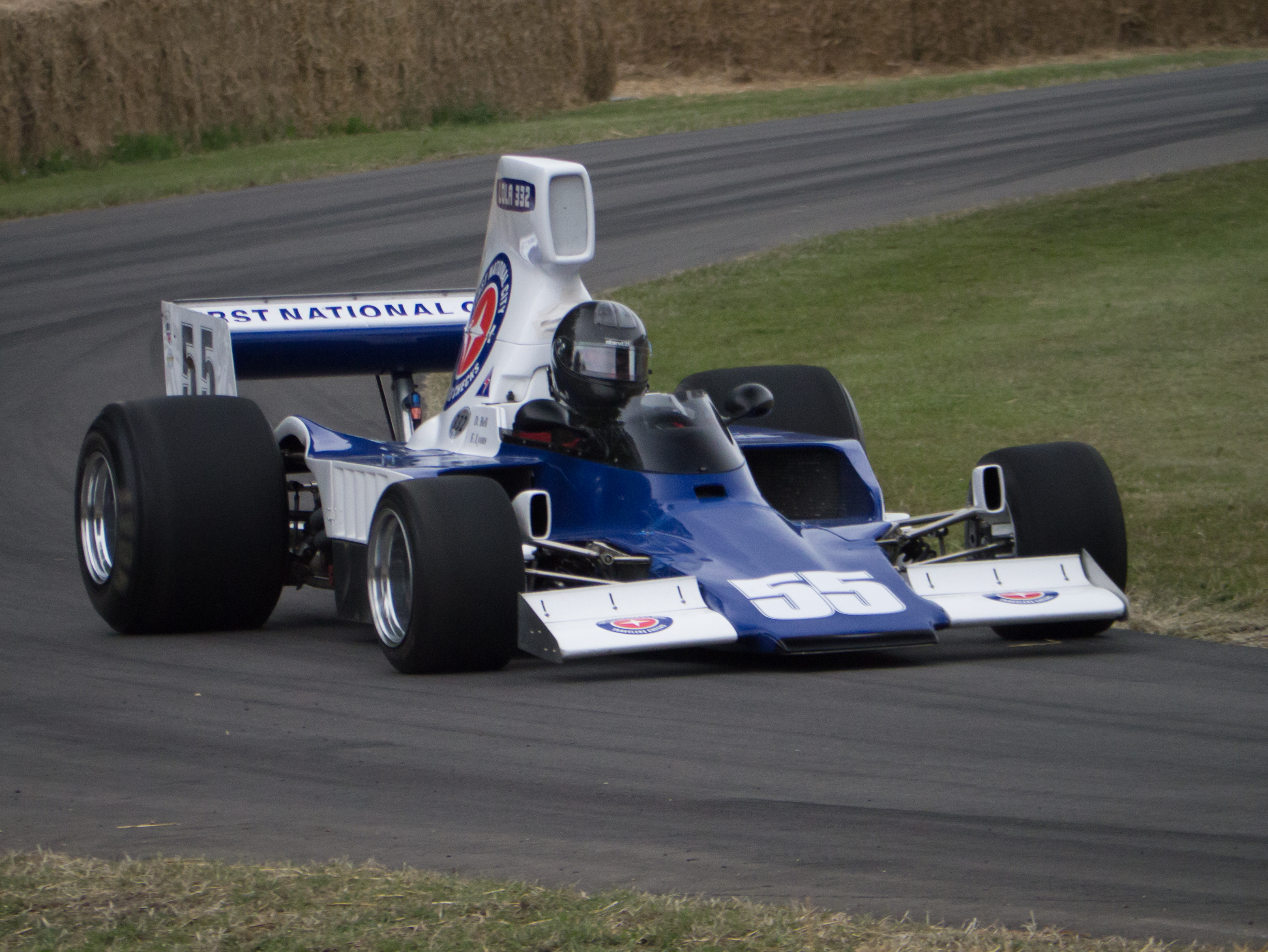
Um Lola T330 da F5000

A Fórmula 5000 (ou F5000) é uma categoria de fórmula que teve diversas iterações em várias regiões do mundo entre 1968 até 1982. A categoria, incialmente, tinha como objetivo ser uma divisão de baixo custo para carros que não se encaixam em nenhuma outra classe do automobilismo. A designação "5000" provêm da capacidade máxima dos motores na categoria - que era de 5.000cc (5.0L). Várias fabricantes produziram carros para a F5000, como a McLaren, Eagle, March, Lola e Lotus.

## Categorias pelo Mundo

### América do Norte
A F5000 foi introduzida em 1968 como uma classe em conjunto da SCCA Fórmula A. A Fórmula A era uma categoria na qual monopostos de diferentes classes podiam disputar, porém, foi rápidamente dominada por carros com motores V8 de produção americana. Geralmente eram motores Chevrolet 5.000cc (5.0L) injetados, gerando 506 cv (370 kW) à 8000 rpm, porém, motores de outras marcas eram encontráveis. O conceito foi inspirado no sucesso da Can-Am, que contava em seus grids com carros esportivos equipados com motores V8 americanos; a ideia era replicar o conceito com fórmulas. 
A F5000 gozou de boa popularidade no início dos anos 70, com pilotos como Mario Andretti, Al Unser, Bobby Unser, James Hunt, Jody Schecketer, Brian Redman, David Hobbs, Sam Posey, Ian Ashley, John Cannon e Eppie Wietzes. 
Os custos cada vez mais altos e a dominação da Lola Cars fez a categoria perder seu apelo popular por volta de 1975. Carros mais antigos continuaram sendo utilizados nas corridas nacionais da SCCA, com maioria dos carros e equipes competitivas indo para a Can-Am (que havia sido ressuscitada em 1977). Essas equipes converteram seus carros em protótipos utilizando carenagens maiores.

### Europa

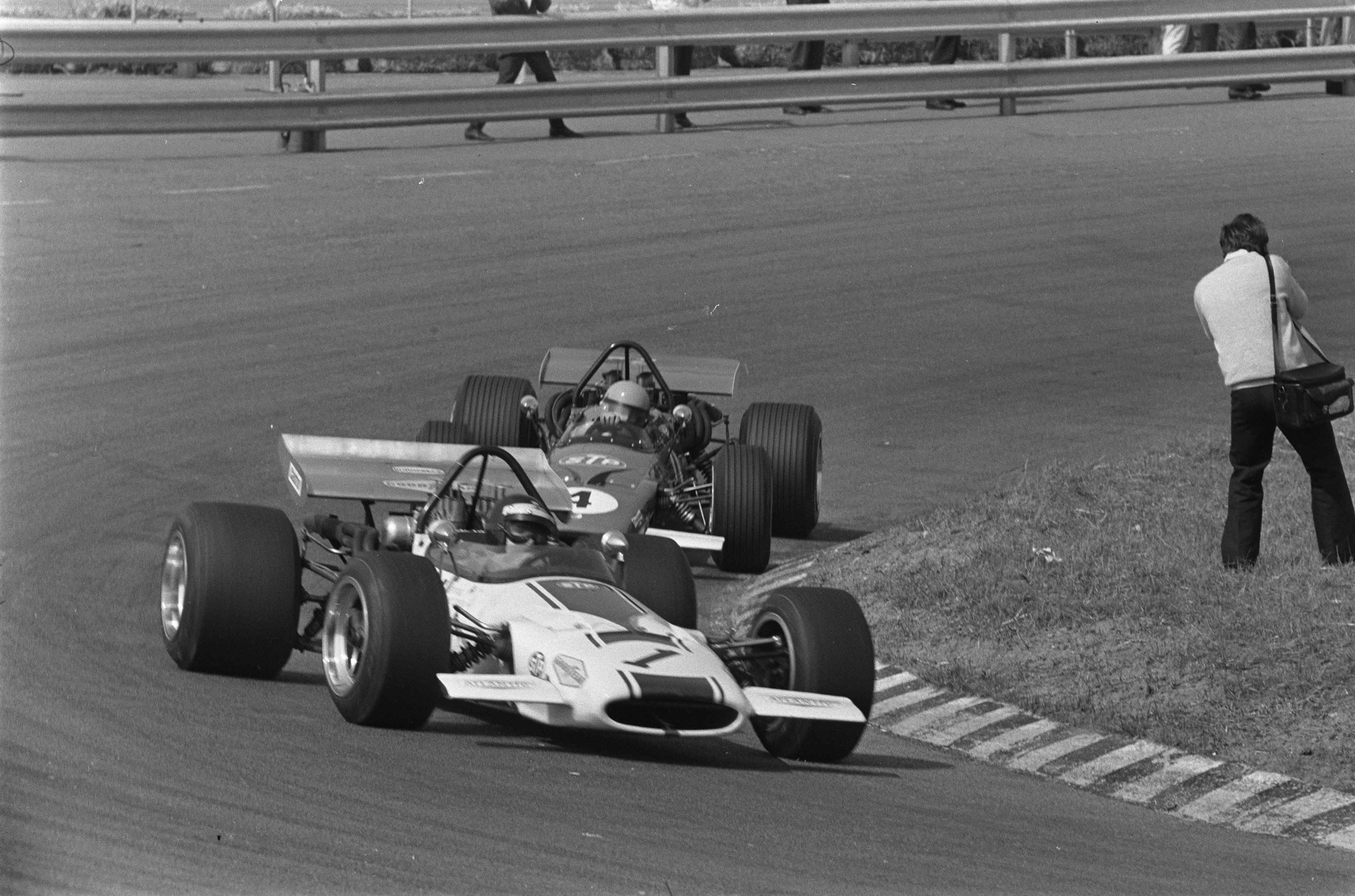
Peter Gethin e Mike Walker em uma etapa da F5000 em Zandvoort, em 1970

No Reino Unido, a advento dos motores Cosworth DFV significou que muitas pequenas equipes poderiam construir seus próprios carros baseados em um conjunto mecânico confiável e competitivo, com a Cooper, Lotus e Brabham terminando a produção de chassis para terceiros. Nesse interim, algumas pequenas equipes e pilotos que se inscreviam em etapas britânicas da Fórmula 1 foram deixados para trás, e o Clube do Automóvel Real (RAC), vendo esse nicho, adotou as regras da F5000 norte americana.
O campeonato europeu de F5000 foi estabelecido em 1969 como a Guards Formula 5000 Championship. O campeonato foi renomeado em 1970 para Guards European Formula 5000 Championship, em 1971 para Rothmans European Formula 5000 Championship e em 1975 para ShellSport European Formula 5000 Championship.
Ao contrário de sua contraparte norte americana, a categoria europeia não atraiu muitos pilotos da Fórmula 1 e dos campeonatos de protótipos, com a divisão sendo dominada por pilotos da Fórmula 2 ou pilotos de fim de grid na Fórmula 1. Peter Gethin conseguiu lançar sua carreira na F1 devido a seus títulos na F5000. Apesar de ser baseada no Reino Unido, a categoria conseguiu se estender para o restante da Europa, com etapas em Monza (Itália), Hockenheim (Alemanha) e Zandvoort (Países Baixos), atraindo muitos pilotos europeus para a divisão.
O enfraquecimento da libra esterlina (devido a crise do petróleo) e os altos custos para a importação de motores V8 americanos causou preocupações na organização da categoria europeia, fazendo com que o regulamento técnico fosse modificado para admitir outros motores além dos V8, como o Cosworth GA V6, com 3.500cc (3.5L). Esse motor, baseado nos motores utilizados no Ford Capri do Grupo 2, foi utilizado com sucesso em chassis da March e da Chevron.
Apesar de tudo, o mesmo problema norte americano da F5000 atingiu a Europa, e em 1976, a Fórmula 5000 Europeia se tornou o Shellsport Group 8 Championship. Essa categoria era baseada no Reino Unido e era voltada para carros da Fórmula 1, Fórmula 2, Fórmula 5000 e Fórmula Atlantic, se tornando a base do que viria a ser a Aurora F1 Championship em 1978. Quando a categoria foi reservada para carros de F1 e F2, os carros da F5000 foram excluidos, sendo utilizados no Campeonato de Sprint Britânico e na Fórmula Libre até meados dos anos 80.

### Austrália e Nova Zelândia
Na Austrália e Nova Zelândia, a Fórmula Tasman, que definia os carros utilizados na Tasman Series, foi estendida para incluir os carros da F5000 em 1970. A Tasman Series era disputada durante o inverno europeu (quando a Fórmula 1 estava entre temporadas) e - com isso - atraiu muitos grandes nomes da categoria, tanto locais como Jack Brabham, Denny Hulme, Bruce McLaren e Chris Amon quanto "estrangeiros" como Graham Hill, Jim Clark, Jackie Stewart, Phil Hill, Piers Courage e Jochen Rindt.
Porém, no início dos anos 70, devido a comercialização da F1, vários grandes nomes deixaram de participar da Tasman Series, transformando a categoria em um competitivo campeonato local, dominado por pilotos locais, como Vern Schuppan, Graham McRae, Warwick Brown, Alan Jones e Larry Perkins, que disputavam corridas contra alguns europeus e americanos, como David Hobbs, Teddy Pilette, Mike Hailwood, Sam Posey, Richard Attwood e Peter Gethin. As etapas australianas continuaram após 1976 como Rothmans International Series, durando até 1979.
Carros da Fórmula 5000 também eram utilizados na Fórmula 1 Australiana de 1971 até 1981. Essa categoria era a principal do Campeonato Australiano de Pilotos por sua duração, bem como o Grande Prêmio da Austrália até 1980. Apesar de ser chamada de Fórmula 1 Australiana até 1983, os F5000 foram substituidos pela Fórmula Pacific e pela Fórmula Mondial após 1981.
Enquanto os carros europeus produzidos pela Lola, McLaren e Chevron eram populares, chassis australianos da Matich, McRae e Elfin fizeram muito sucesso na categoria. O motor mais popular na categoria era o Chevrolet 5.0L V8, com motores Holden 5.0L V8 também sendo bastante populares. 
A F5000 continua sendo uma categoria histórica popular na Austrália e Nova Zelândia. A S5000 foi anunciada como uma iteração moderna da F5000, utilizando um chassis moderno de produção europeia com um motor Ford 5.2L V8.

### África do Sul
O Campeonato Sul-Africano de Fórmula 1 foi aberto para carros da F5000 em 1968, disputando corridas com carros da F1 e F2 até 1976, quando foi substituído por carros da Fórmula Atlantic.

## Campeões

### América do Norte
| Ano  | Campeonato                             | Piloto         | Carro                                     |
| ---- | -------------------------------------- | -------------- | ----------------------------------------- |
| 1967 | SCCA Grand Prix Championship           | Gus Hutchison  | Lotus-Ford 41                             |
| 1968 | SCCA Grand Prix Championship           | Lou Sell       | Eagle-Chevrolet Mk.5                      |
| 1969 | SCCA Continental Championship          | Tony Adamowicz | Eagle-Chevrolet Mk.5                      |
| 1970 | SCCA Continental Championship          | John Cannon    | McLaren-Chevrolet M10B                    |
| 1971 | SCCA L&M Continental 5000 Championship | David Hobbs    | McLaren-Chevrolet M10B                    |
| 1972 | SCCA L&M Continental 5000 Championship | Graham McRae   | Leda-Chevrolet GM1 McRae-Chevrolet GM1    |
| 1973 | SCCA L&M Championship                  | Jody Scheckter | Trojan-Chevrolet T101 Lola-Chevrolet T330 |
| 1974 | SCCA/USAC Formula 5000 Championship    | Brian Redman   | Lola-Chevrolet T332                       |
| 1975 | SCCA/USAC Formula 5000 Championship    | Brian Redman   | Lola-Chevrolet T332 Lola-Chevrolet T400   |
| 1976 | SCCA/USAC Formula 5000 Championship    | Brian Redman   | Lola-Chevrolet T332C                      |

### Europa
| Ano  | Campeonato                                | Piloto          | Carro                                        |
| ---- | ----------------------------------------- | --------------- | -------------------------------------------- |
| 1969 | Guards Formula 5000 Championship          | Peter Gethin    | McLaren-Chevrolet M10A                       |
| 1970 | Guards European Formula 5000 Championship | Peter Gethin    | McLaren-Chevrolet M10B                       |
| 1971 | Rothmans F5000 European Championship      | Frank Gardner   | Lola-Chevrolet T192 Lola-Chevrolet T300      |
| 1972 | Rothmans F5000 European Championship      | Gjis van Lennep | Surtees-Chevrolet TS11 McLaren-Chevrolet M18 |
| 1973 | Rothmans 5000 European Championship       | Teddy Pilette   | McLaren-Chevrolet M18 Chevron-Chevrolet B24  |
| 1974 | Rothmans 5000 European Championship       | Bob Evans       | Lola-Chevrolet T332                          |
| 1975 | ShellSPORT 5000 European Championship     | Teddy Pilette   | Lola-Chevrolet T400                          |

### Austrália e Nova Zelândia
| Ano       | Campeonato                                         | Piloto            | Carro                  |
| --------- | -------------------------------------------------- | ----------------- | ---------------------- |
| 1969/1970 | New Zealand Gold Star                              | Graham McRae      | McLaren M10A           |
| 1970/1971 | New Zealand Gold Star                              | Graeme Lawrence   | Brabham BT29           |
| 1971      | Campeonato Australiano de Pilotos - CAMS Gold Star | Max Stewart       | Mildren-Waggott TC4V   |
| 1971      | Tasman Series                                      | Graham McRae      | McLaren-Chevrolet M10B |
| 1971/1972 | New Zealand Gold Star                              | David Oxton       | Begg FM4               |
| 1972      | Campeonato Australiano de Pilotos - CAMS Gold Star | Frank Matich      | Matich-Holden A50      |
| 1972      | Tasman Series                                      | Graham McRae      | Leda-Chevrolet GM1     |
| 1972/1973 | New Zealand Gold Star                              | David Oxton       | Begg FM5               |
| 1973      | Campeonato Australiano de Pilotos - CAMS Gold Star | John McCormack    | Elfin-Holden MR5       |
| 1973      | Tasman Series                                      | Graham McRae      | McRae-Chevrolet GM1    |
| 1973/1974 | New Zealand Gold Star                              | David Oxton       | Begg FM5               |
| 1974      | Campeonato Australiano de Pilotos - CAMS Gold Star | Max Stewart       | Lola-Chevrolet T330    |
| 1974      | Tasman Series                                      | Warwick Brown     | Lola-Chevrolet T332    |
| 1974/1975 | New Zealand Gold Star                              | Graeme Lawrence   | Lola-Chevrolet T332    |
| 1975      | Campeonato Australiano de Pilotos - CAMS Gold Star | John McCormack    | Elfin-Holden MR6       |
| 1975      | Rothmans International Series                      | Vern Schuppan     | Lola-Chevrolet T332    |
| 1975/1976 | New Zealand Gold Star                              | Ken Smith         | Lola-Chevrolet T332    |
| 1976      | Campeonato Australiano de Pilotos - CAMS Gold Star | John Leffler      | Lola-Chevrolet T400    |
| 1976      | Rothmans International Series                      | Warwick Brown     | Lola-Chevrolet T332    |
| 1977      | Campeonato Australiano de Pilotos - CAMS Gold Star | John McCormack    | McLaren-Leyland M23    |
| 1977      | Rothmans International Series                      | Warwick Brown     | Lola-Chevrolet T430    |
| 1978      | Campeonato Australiano de Pilotos - CAMS Gold Star | Graham McRae      | McRae-Chevrolet GM3    |
| 1978      | Rothmans International Series                      | Warwick Brown     | Lola-Chevrolet T333CS  |
| 1979      | Campeonato Australiano de Pilotos - CAMS Gold Star | Graham McRae      | McRae-Chevrolet GM3    |
| 1979      | Rothmans International Series                      | Larry Perkins     | Elfin-Chevrolet MR8    |
| 1980      | Campeonato Australiano de Pilotos - CAMS Gold Star | Alfredo Constanzo | Lola-Chevrolet T430    |
| 1981      | Campeonato Australiano de Pilotos - CAMS Gold Star | Alfredo Constanzo | McLaren-Chevrolet M26  |

### África do Sul
| Ano  | Piloto           | Carro        |
| ---- | ---------------- | ------------ |
| 1968 | Jackie Pretorius | Lola T140    |
| 1969 | John McNicol     | Lola T142    |
| 1970 | Bob Olthoff      | McLaren M10A |
| 1971 | Paddy Driver     | McLaren M10B |
| 1972 | Eddie Kenzan     | Surtees TS5  |
| 1973 | Paddy Driver     | McLaren M10B |